# The Usual Suspects
The Usual Suspects (bra: Os Suspeitos; prt: Os Suspeitos do Costume) é um filme teuto-norte-americano de 1995, dos gêneros drama e policial, dirigido por Bryan Singer com roteiro de Christopher McQuarrie. 
O filme segue o interrogatório de Roger "Verbal" Kint, um golpista que é um dos únicos sobreviventes de um massacre realizado em um navio atracado no Porto de Los Angeles. Ele conta ao interrogador uma complicada história sobre os eventos que levaram ele e outros quatro criminosos ao barco, e sobre o misterioso chefão que encomendou o ataque, um homem chamado Keyser Söze. Usando flashbacks e narração, a história de Kint fica cada vez mais complexa.[carece de fontes?]
The Usual Suspects teve um orçamento de seis milhões de dólares e começou com um título tirado de uma coluna da revista Spy, inspirada por uma fala do personagem interpretado por Claude Rains no filme Casablanca. Singer achou que seria um bom nome para um filme.[carece de fontes?]

## Sinopse
O filme conta a história de Roger Kint, um homem que está em um interrogatório policial e diz ao seu interrogador, o agente Kujan, uma história sobre os eventos que conduzem ao massacre e ao fogo maciço que ocorreram apenas em um navio acoplado no porto de Los Angeles, na baía do San Pedro. Usando o flashback e a narração, a narrativa verbal torna-se cada vez mais complexa enquanto tenta explicar porque ele e seu comparsa estavam nesse barco.[carece de fontes?]

## Elenco
- Kevin Spacey — Roger "Verbal" Kint/Keyser Soze
- Benicio Del Toro — Fred Fenster
- Stephen Baldwin — Michael McManus
- Gabriel Byrne — Dean Keaton
- Kevin Pollak — Todd Hockney
- Chazz Palminteri — Dave Kujan
- Pete Postlethwaite — Kobayashi
- Suzy Amis — Edie Finneran
- Giancarlo Esposito — Jack Baer
- Dan Hedaya — Jeff Rabin
- Christine Estabook — dra. Plummer

## Prêmios e indicações
Oscar 1996
- Venceu
  - Melhor ator coadjuvante (Kevin Spacey)[4]
  - Melhor roteiro original[4]

Globo de Ouro 1996
- Indicado
  - Melhor ator coadjuvante - cinema[5]